# Campeonato Europeo de Halterofilia de 1947
El XXVII Campeonato Europeo de Halterofilia se celebró en Helsinki (Finlandia) entre el 1 y el 3 de julio de 1947 bajo la organización de la Federación Europea de Halterofilia (EWF) y la Federación Finlandesa de Halterofilia.

## Medallistas
| Evento   | Oro                              | Plata                              | Bronce                          |
| -------- | -------------------------------- | ---------------------------------- | ------------------------------- |
| 56 kg    | Ivan Azdarov URSS 292,5          | Alexandr Donskoi URSS 282,5        | Henri Moulins Francia 272,5     |
| 60 kg    | Arvid Andersson · Suecia · 320,0 | Yevgueni Lopatin URSS 310,0        | Moisei Kasianik URSS 310,0      |
| 67,5 kg  | Israil Mejanik URSS 330,0        | Gueorgui Popov URSS 330,0          | Lauri Kinnunen · Suecia · 315,0 |
| 75 kg    | Nikolai Shatov URSS 367,5        | Alexandr Bozhko URSS 355,0         | Georges Firmin Francia 340,0    |
| 82,5 kg  | Grigori Novak URSS 410,0         | Juhani Vellamo · Finlandia · 365,0 | Laftula Kashayev URSS 360,0     |
| +82,5 kg | Yakov Kutsenko URSS 432,5        | Niels Petersen Dinamarca 377,5     | Nikolai Laputin URSS 377,5      |

1. 1 2 3  Fuerza (kg) + arrancada (kg) + dos tiempos (kg) = TOTAL (kg)

## Medallero
| Núm. | País      | Oro | Plata | Bronce | Total |
| ---- | --------- | --- | ----- | ------ | ----- |
| 1    | URSS      | 5   | 4     | 3      | 12    |
| 2    | Suecia    | 1   | 0     | 1      | 2     |
| 3    | Dinamarca | 0   | 1     | 0      | 1     |
| 3    | Finlandia | 0   | 1     | 0      | 1     |
| 5    | Francia   | 0   | 0     | 2      | 2     |
|      | TOTAL     | 6   | 6     | 6      | 18    |